# Nedsparingslån
Nedsparingslån, realkredit- eller bankbaseret ordning for ejere af fast ejendom, som betyder, at man uden en traditionel omlægning af prioritetslån og uden en forhøjelse af ydelserne herpå kan få en del af boligens friværdi udbetalt kontant eller som månedlige beløb over en aftalt årrække, som oftest op til 15 år.
Ordningen er senest indført i 2000 og forudsætter, at banken eller realkreditinstituttet får pant i boligens friværdi. Ideen er, at boligejeren forudser et salg, når nedsparingslånet skal indfries, idet lånet da inddækkes via købesummen.
Kim Valentin skrev i 2019 på Berlingske at et nedsparingslån bedre kunne betale sig end at tage penge fra sin egen opsparing. Det kan f.eks. være hvis du tjener flere penge på renter på din nuværende formue eller at huspriserne stiger end hvad renterne på et nedsparingslån koster.